# MISSA
『MISSA』（ミサ）は、日本のバンドDir en greyのインディーズミニアルバム。帯に書いてあるキャッチコピーは「時代の狭間に生まれた灰色の旋律」。

## 概要
- Dir en greyとして発売された初の音源。 1997年5月上旬、メンバー五人でスタジオに3泊こもり、レコーディングを行った。Dieは妄想格外劇の中で、「合宿っていうか、みんなで合宿みたいな感じでずーっとスタジオに泊まりっぱなしというか、楽器の近くで寝て、そこで風呂も入らずに汚いかっこで・・・」と言っていた。他のメンバーも、「メンバーがどういう人なのかっていうのが掴めた」、「合宿みたいな状況が一番距離を縮めてくれたと思いますね」等と言っていた。
- Toshiyaは妄想格外劇の中で、「MISSAを作る前までは僕は辞めようと思いました（笑）。このバンドはやっていけないと思いました。このバンドに入って初めてっていうことが、とにかく僕は多すぎて、だから、すごい、とまどいもあったし、緊張もあったし、つらかったですね、最初は正直。」と言っていた。
- 販売元がワーナー、ソニー、フリーウィルと変わっておりワーナー販売分だけ品番が異なる。
- セルフプロデュースになっているが、トータル・プロデューサーとして元COLORのDYNAMITE TOMMY、アーティスト・プロデューサーとしてnuvɔ:guのCHIKA、サウンド・アドバイザーとしてnuvɔ:guのJEANAとCIVAが参加している。
- ブックレットは一般的な横開きではなく縦開きになっている。Dieの担当が＜E & A Guitar＞（エレキギターとアコースティックギター）、薫は＜E.guitar＞となっている。
- 1曲目の「霧と繭」の最初にある京のアカペラの終りの方でドアが開く音が聞こえ、最後の「秒「 」深」が終わった直後にドアが閉まる音が聞こえる演出が施されている。

## 収録曲
| 全編曲: Dir en grey。 |              |           |             |       |
| #                     | タイトル     | 作詞      | 作曲        | 時間  |
| 1.                    | 「霧と繭」   | 京        | 薫          | 5:08  |
| 2.                    | 「「S」」    | 京        | 京          | 3:32  |
| 3.                    | 「Erode」    | 京        | Toshiya     | 6:31  |
| 4.                    | 「蒼い月」   | 京        | Dir en grey | 5:06  |
| 5.                    | 「GARDEN」   | 京        | Dir en grey | 5:28  |
| 6.                    | 「秒「」深」 | 京        | 薫          | 5:39  |
| 合計時間:             | 合計時間:    | 合計時間: | 合計時間:   | 31:24 |

### 曲解説
1. 霧と繭
　元々は「惨劇の夜」という楽曲であったが、「歌詞が残酷だ」というレコード会社のクレームにより、タイトルと歌詞を変更しての収録となった[1]。その際、ギターソロも若干のリアレンジがされた。「惨劇の夜」は後に1998年に発売された「「楓」〜if trans...〜」に収録され[1]、その後のライヴからは「霧と繭」ではなく「惨劇の夜」が演奏されるようになったため、「霧と繭」は演奏されることがなくなった。
　Bメロのヴォーカルは左チャンネルと右チャンネルから交互に聞こえる演出が施されている。
　15年の歳月を経て、シングル「輪郭」のカップリングに新たに再構築されたバージョンが収録され、この新しいアレンジでライブでも披露されるようになった。
2. 「S」
歌詞はすべてカタカナと漢字のみになっている。
Dir en greyが初めてライブで披露した曲。タイトルのSはサディストの意味を含んでいるが、それだけではないため「」で括っている。
最初はバスドラとハイハットのみで始まり、薫のギターが加わり、京のフェイクとともに全員が加わるイントロになっている。ヴォーカルには終始エフェクトがかかっている。
3. Erode
タイトルは「イロード」と読む。直訳は「～を浸食する」という意味で、「少しずつ磨り減らす」という意味の英語である。
作曲者のToshiyaのベースのみの演奏で始まる。「他の誰かに抱かれ…」という箇所でDieがアコギを弾いている。
4. 蒼い月
　この曲もShinyaのバスドラとハイハットのリズムから始まり、全員で一通りリフを繰り返した後、京が「らんらーら」と歌いAメロへと続いていく。この「らんらーら」は曲の最後に女性のコーラスと共に何度も繰り返され、最後は京のアカペラの「らんらーら」で曲が終わる。
　初期のライブではサビの後にCDには無い間奏が何度も繰り返され、長時間オーディエンスを煽るパフォーマンスが行われていた。「1999年12月18日大阪城ホール」で確認することができる。
　2014年の「DUM SPIRO SPERO」日本武道館公演で11年ぶりに披露され、その後のツアーでも何度かセットリストに組み込まれたが、前述のパフォーマンスは無く、音源通りに演奏された。
5. GARDEN
　サビの「GARDEN（ガーデン）」という歌詞のメロディーと、「季節の中で」の「なかで」の「かで」が同じメロディーになっていて、韻を踏んでいるように聞こえる仕組みになっている。
　ギターソロは薫が弾いている。サビの後に一度曲が終わったようになるが、Dieによるディレイを駆使したギターのフレーズが始まり、ドラムやベース、薫のヴォリュームコントロールを駆使したヴァイオリン演奏などが加わり、Bメロへと続く。
　曲の終りには歌詞カードに載っていない、「あなたさえも、見えなくなる、心の中、残して」というフレーズを京が歌っている。
　ライブではDieのギターとShinyaのドラムに合わせて京がサビを歌うイントロが追加されていて、ギターソロ後のサビもDieのギターとShinyaのドラムのみ、Shinyaのドラムのみ、等で何度も繰り返し、京が歌ったり歌わなかったり、観客だけが歌ったりするというような演出が定番になっていた。
6. 秒「 」深
　最初はゆっくりなテンポでヘビーに始まるが、京の「IN THE SKY」という掛け声とともに早くなる曲。ギターソロは薫が弾いている。
　サビの「To SLAY」と叫ぶコーラスに覇叉羅のHIDEKI・SIN・LEAYA・K助、黒蝪蝶の躯・真琴、nuvɔ:guのJEANAが参加している。
　後に2002年リリースのミニアルバム『six Ugly』にリメイクバージョンが収録された。